# Heinrich Kaan
Heinrich Kaan (russisch Генрих Каан, * 8. Februar 1816 in Wien; † 24. Mai 1893 ebenda) war ein österreichischer Mediziner.

## Leben
Heinrich Kaan promovierte 1840 an der Universität Wien zum Doktor der Medizin. Danach war er in St. Petersburg als Arzt in einem Frauenkrankenhaus tätig. 1850 kehrte er nach Österreich zurück. Anschließend praktizierte er als Badearzt in Meran, Fusch und Innsbruck. Seit 1862 oder 1864 in Ischl, wo er sich niedergelassen hatte.
Kaan war verheiratet und hinterließ zwei Kinder.

## Leistungen
Im Jahr 1843 veröffentlichte er Psychopathia sexualis. 43 Jahre später wählte Krafft-Ebing denselben Titel für sein bekanntestes Werk. Kaans Werk nimmt eine wichtige Stellung in der Geschichte der Sexualwissenschaft. Diese Studie ist neuerdings in deutscher Übersetzung abgedruckt.

## Publikationen
- De alcaloidibus. Med. Diss., Universität Wien, 1840
- Psychopathia sexualis. Lipsiae: Voss 1844, 124 S.
- Versuch einer topographisch-medicinischen Skizze von Meran. Innsbruck: Wagner’sche Buchhandlung 1851, 44 S.
- Gedanken eines Arztes über die Cholera als Weltseuche. Innsbruck: Wagner’sche Buchhandlung 1854, 50 S.
- Die Homöopathie in Tirol. Homöopathische Vierteljahrschrift 7, S. 325 (1856)
- Beiträge zur Gynaekologie. Homöopathische Vierteljahrschrift 8, S. 85–97 (1857)
- St. Wolfgang in der Fusch. Prager Medicinische Monatschrift, S. 71–73 (1864)
- Klimatisch-therapeutische Kuren. Wiener Medizinal-Halle S. 228, 468, 479 (1862)
- Zur Lehre des Merkurialismus. Medicinisch-chirurgische Rundschau 3, S. 1–20 (1862)
- Aus dem Tagebuche eines Arztes. Prager Medicinische Monatschrift 12 (1864)
- Vorschläge zur Regelung der Prostitution. Wiener medizinische Wochenschrift 14, S. 27 (1864)
- Non multa sed multum. Homöopathische Vierteljahrschrift 16 (1865)
- Der Curgast in Ischl. Wien: Wilhelm Braumüller 1864. 2., umgearb. Aufl. Wien: Wilhelm Braumüller 1868. VI, 118 S.
- Rückblick auf die Kursaison in Ischl vom Jahre 1863. Wien. Med.-Halle 5, S. 189 (1864)
- Ischl und Umgebung. Wien: Wilhelm Braumüller 1875. 96 S.
- Ischl et ses environs. Vienne: Guillaume Braumüller 1879. 91 S.
- La Suisse autrichienne. Excursions aux pays des Alpes. Gratz: Francis Pechel o. J. 57 S.
- Die Kurkommission von Ischl. Ischler Wochenblatt 10, 4, S. 4 (1882)
- Der Vater von Ischl. Ischler Wochenblatt 10 (5), S. 1 (1882)
- Bauer und Bürger. Ischler Wochenblatt 10 (9), S. 3 (1882)
- Der Curgast in den Alpenländern. Vademecum für Reisende und Touristen. Graz: F. Ferstl'sche Buchhandlung (Franz Pechl) 1882 (d). 63 S. 2., verb. Aufl. Graz: Carl Huber 1882, 63 S.
- Der Vater von Ischl. Zum 8. März. Ischler Wochenblatt 13 (10), S. 2 (1885)